# Бобков, Евгений Иванович
Евгений Иванович Бобков (24 декабря 1924 года — 16 ноября 2012 года) — советский хозяйственный, государственный и политический деятель, доктор технических наук, профессор.
Участник Великой Отечественной войны. Член КПСС.

## Биография
Родился в 1924 году в крестьянской семье, в деревне Новая (в 1965 году Новая Деревня упразднена, жители расселены; ныне Иваньковская сельская территория Ясногорского района Тульской области).
В 1939 году, окончив семь классов средней школы в Москве, поступил в Московскую специальную артиллерийскую школу, где получил среднее образование.
В 1941 году призван Красно-Пресненским РВК Москвы и был направлен в Первое Киевское Краснознаменное артиллерийское училище имени С. М. Кирова (Киевское военное артиллерийское училище, ныне университет) в городе Красноярск, куда эвакуировали киевлян. Девять месяцев учёбы и уже фронт — на Северном Донце под Чугуевым. На фронте с 06.1942.
После окончания училища, 9 мая 1943 года 18-тилетний лейтенант направлен на Юго-Западный фронт на должность командира взвода управления дивизиона противотанковых пушек ЗИС-3 в составе 1028-го артиллерийского полка 52-й стрелковой дивизии 57-й армии.
Боевой путь начал на реке Северный Донец под Чугуевым. С 9 августа 1943 года воевал в составе Степного фронта.
Участвовал в битве на Курской дуге, а также в освобождении Харькова.
22 ноября 1943 года при форсировании Днепра получил два лёгких
и одно тяжёлое ранение в бедро.
Провёл на лечении пять месяцев, перенёс клиническую смерть, получил инвалидность.
После демобилизации в 1944 году поступил на кафедру М-6 факультета «Машиностроение» (ныне Кафедра СМ-6 — «Ракетные и импульсные системы» Факультета СМ — «Специальное машиностроение») Московского высшего технического училища имени Н. Э. Баумана.
С 1946 года — на хозяйственной, общественной и политической работе. В 1944—1986 гг. — студент, аспирант, преподаватель, секретарь парторганизации, факультета М-6, декан Машиностроительного факультета, заведующий кафедры СМ-6 МВТУ им. Н. Э. Баумана, проректор университета по учебной работе.
Умер в Москве в 2012 году.

## Награды
За трудовые успехи был удостоен:
- Орден Октябрьской Революции
- Орден Отечественной войны I степени
- Орден Отечественной войны II степени (14.10.1943[2])
- Орден Трудового Красного Знамени
- Два Ордена Знак Почёта
- другие медали.